# Boris Jakovljevič Knjažnin
Boris Jakovljevič Knjažnin (rusko Борис Яковлевич Княжнин), ruski general, * 21. avgust 1777, † 29. marec 1854.
Bil je eden izmed pomembnejših generalov, ki so se borili med Napoleonovo invazijo na Rusijo; posledično je bil njegov portret dodan v Vojaško galerijo Zimskega dvorca.

## Življenje
1. oktobra 1786 je vstopil v Izmailovski polk; leta 1793 pa je pričel aktivno vojaško službo. 1. januarja 1796 je bil kot stotnik premeščen v Sanktpeterburški grenadirski polk. 
Leta 1807 je sodeloval v bojih s Švedi. 12. decembra 1809 je bil povišan v podpolkovnika ter imenovan za poveljnika mušketirskega polka grafa Arakčejeva. 7. novembra 1811 je bil povišan v polkovnika. 
15. septembra 1812 je bil povišan v generalmajorja in 22. avgusta 1826 v generalporočnika. 30. januarja istega leta je bil imenovan za peterburškega policijskega šefa. 
25. marca 1828 pa je končal policijsko kariero in bil imenovan za senatorja. Med 25. oktobrom 1829 in 15. februarjem 1832 je bil vojaški guverner Kijeva. 
11. junija 1832 je postal član generalnega avditoriata, nato pa je bil 2. januarja 1838 imenovan v koncil ministrstva za državno revizijo. 10. oktobra 1843 je bil povišan v generala pehote.